# Áta
Pour les articles homonymes, voir Ata.
Áta (hongrois : Áta [ˈaːtɒ] ; croate : Ata ; allemand : Atta) est une localité hongroise située dans le comitat de Baranya.

## Nom et attributs

### Toponymie
Le nom de la localité dériverait du terme turc Háta, qui aurait évolué pour devenir Áta dans les années 1840.

### Héraldique
L'écu écartelé : au premier d'azur à un poisson d'argent posé en fasce ; au deuxième d'azur à un bois de cerf d'or ; au troisième de sinople à une croix de Trónonné d'or ; au quatrième de sinople à une coquille d'argent.
L'écartèlement est séparé par une partition en chevron renversé, évoquant la forme d’un toit de tente.
L'écu est soutenu par une guirlande végétale et accompagné en pointe d'un listel d'or portant l'inscription du nom de la localité en lettres capitales.

## Site et localisation

### Topographie et hydrographie
Áta est une petite localité située à 22 km au sud de Pécs, au pied nord du massif de Villány. Elle possède une structure typique de village-rue en zone vallonnée.
Elle est entourée par Szőkéd au nord, Vokány au sud-est, Kistótfalu au sud, Bisse au sud-ouest et Szalánta à l'ouest.

## Histoire
La première mention écrite d'Áta remonte à 1200, sous le nom de Ata.
Après l'expulsion des Ottomans, le village fut déserté, avant d’être repeuplé en 1691 par des Bosniaques venus de Bosnie. Toutefois, lors de la guerre d'Indépendance de Rákóczi, il fut à nouveau abandonné.
Aux XVIIe et XVIIIe siècles, Áta appartenait à la famille Batthyány. En 1851, le géographe Elek Fényes décrit le village comme une localité croate située à deux heures de Siklós, comptant 263 habitants catholiques, de vastes forêts domaniales et 12 exploitations agricoles. L'économie locale reposait alors sur la culture du blé, du seigle, du maïs, de l'avoine et du chou.
Dans les années suivant le traité de Trianon, Áta était administrativement rattachée à la notabilité de Szalánta, aux côtés de Németi, Szőkéd et Pogány.
Dans les années 1960, les localités d'Avas-tanya et Pusztamalom furent annexées à Áta.

## Population

### Minorités culturelles et religieuses
Lors du recensement de 2011, la population d'Áta se composait principalement de Hongrois (87,6 %), avec des minorités croate (4,7 %), rom (2,1 %), allemande (2,1 %) et serbe (0,5 %). Environ 12,4 % des habitants n’ont pas déclaré leur appartenance ethnique.
Concernant la religion, 37,8 % des habitants se déclaraient catholiques romains, 6,7 % réformés, 3,1 % évangéliques et 2,1 % grecs-catholiques, tandis que 23,8 % se disaient sans confession. Environ 25,9 % n’ont pas précisé leur appartenance religieuse.
En 2022, Áta comptait 153 habitants, dont 2 vivant sur le site de la gare d’Áta. La répartition ethnique indiquait 137 Hongrois, 5 Allemands, 4 Croates et 2 Roms, tandis que 16 habitants n’ont pas déclaré leur nationalité.
Sur le plan religieux, 52 habitants étaient catholiques romains, 10 réformés, 4 évangéliques, 3 grecs-catholiques, 20 se déclaraient sans confession, et 64 n’ont pas répondu.

## Équipements

### Réseaux extra-urbains
Áta est un village en cul-de-sac (zsáktelepülés), accessible uniquement par la route secondaire 57112, qui se détache de la route 5711 reliant Pécs à Siklós, en passant par Egerág et Szőkéd.
La localité est desservie par la ligne ferroviaire Pécs–Mohács, avec une gare située à environ 500 mètres à l’est du centre.

## Patrimoine local
Le musée villageois (Falumúzeum) présente la vie des Bosniaques-Croates installés dans la région à l'époque de la domination ottomane.